# Soghomon Tehlirian
Soghomon Tehlirian (em armênio/arménio:  Սողոմոն Թեհլիրեան; 2 de abril de 1896 – 23 de maio de 1960) foi o revolucionário armênio responsável pelo assassinato de Mehmed Talat (também conhecido como Talat Paxá), ex-grão-vizir do Império Otomano, em Berlim, em 15 de Março de 1921. O assassinato foi parte da Operação Nêmesis, planejado pela Federação Revolucionária Armênia como forma de vingança pelo Genocídio Armênio, orquestrado pelo Governo Imperial Otomano durante a Primeira Guerra Mundial. Mehmed Talat foi julgado e condenado à morte à revelia na Corte Marcial da Turquia de 1919-20, ele era visto como o principal orquestrador do genocídio armênio.
Após dois dias de julgamento, Tehlirian foi considerado inocente pelo tribunal alemão e liberado. Tehlirian é considerado um herói nacional pelos Armênios.

## Vida
Soghomon Tehlirian nasceu em 2 de abril de 1896 na vila de Nerquim Bagarriche (Բագառիճ), na província de Erzurum do Império Otomano. Ele foi criado em Erzinjane. O pai de Tehlirian partiu para a Sérvia para garantir a mudança da família para o país. Após seu retorno em 1905, ele foi preso e condenado a seis meses de prisão. Durante esse período, a família Tehlirian mudou-se de Nerquim Bagarriche para Erzinjane. Tehlirian recebeu sua educação inicial na escola protestante de Erzinjane. Após se formar no Liceu de Getronagan (Central), em Constantinopla, estudou engenharia na Sérvia e tinha planos de continuar seus estudos na Alemanha.

## Genocídio
Tehlirian estava em Valjevo, Sérvia, em junho de 1914. No outono daquele ano ele foi para a Rússia e juntou-se ao exército para servir em uma unidade voluntária na Frente do Cáucaso contra os turcos.
De acordo com o livro History's Great Untold Stories: Larger than Life Characters & Dramatic Events that Changed the World, em junho de 1915, a polícia local otomana ordenou a deportação de todos os armênios em Erzinjane. A mãe de Tehlirian, três irmãs, o marido de sua irmã, seus dois irmãos e uma sobrinha de dois anos foram deportados. Ao todo, Tehlirian perdeu 85 membros da família para o genocídio armênio.
Em 2016, o filho de Tehlirian, que falou com o jornal The Independent, mas não revelou seu nome, afirmou que Vasken (irmão mais velho, que estudava medicina e morava em Beirute) e a mãe de Telhlirian, morreram no genocídio, mas que Tehlirian não tinha uma irmã, que seu pai estava lutando na guerra na Rússia e que seus outros dois irmãos estavam na Sérvia.

## Assassinato de Mehmed Talat

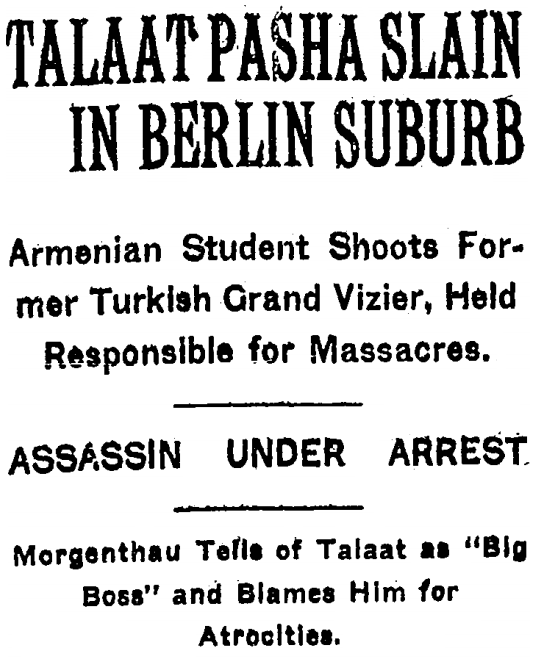
A manchete de 16 de março de 1921 New York Times artigo

Em 1921, Tehlirian ingressou na Operação Nêmesis, um programa secreto de assassinato que teria como alvo os arquitetos do Genocídio Armênio.
O principal alvo de Tehlirian era Mehmed Talat, que era membro da triarquia militar conhecido como os "Três Paxás", que controlava o Império Otomano. Ele foi o ex-ministro do Interior e grão-vizir (um cargo equivalente ao de um primeiro-ministro) e destacou-se por seu proeminente papel no Genocídio Armênio. Assim que encontrou o endereço de Mehmed Talat, na 4 Hardenbergstrasse, no distrito de Charlotemburgo, em Berlim, Tehlirian alugou um apartamento perto de sua casa para que pudesse estudar sua rotina diária.
Quando Mehmed saiu de sua casa, na manhã de 15 de março de 1921, Tehlirian o seguiu, atravessou a rua para vê-lo da calçada oposta e depois atravessou-a mais uma vez para passar por ele e confirmar sua identidade. Tehilirian então se virou e apontou a arma para atirar na nuca de seu alvo. Mehmed Talat foi abatido com um único tiro uma pistola Luger P08. O assassinato ocorreu em plena luz do dia e levou a polícia alemã a prender imediatamente Tehlirian, que havia sido orientado por seus responsáveis, Armen Garo e Shahan Natalie, para não fugir da cena do crime.

## Julgamento
Tehlirian foi julgado por assassinato, mas acabou sendo absolvido pelo júri, composto de doze homens. Seu julgamento foi um evento bastante sensacionalista na época, ocorrendo logo após o estabelecimento da República Weimar, com Tehlirian sendo representado por três advogados de defesa alemães, incluindo o Dr. Theodor Niemeyer, professor de direito na Universidade de Kiel. O padre e sobrevivente do genocídio armênio Grigoris Balakian, o ativista alemão Johannes Lepsius e o comandante alemão das forças armadas otomanas durante a guerra, o general Liman von Sanders estava entre vários dos indivíduos importantes chamados como testemunhas do julgamento.
O julgamento examinou não apenas as ações de Tehlirian, mas também sua convicção de que Mehmed Talat foi o principal responsável da deportação armênia e dos assassinatos em massa. Os advogados de defesa não tentaram negar o fato de Tehlirian ter matado um homem. Ao invés disso se concentraram na influência do Genocídio Armênio no estado mental de Tehlirian. Tehlirian alegou durante o julgamento que esteve presente em Erzinjane em 1915, sendo deportado com sua família e testemunhou pessoalmente seu assassinato. Quando perguntado pelo juiz se ele sentia algum tipo de culpa, Tehlirian comentou: "Não me considero culpado porque minha consciência está limpa... matei um homem. Mas não sou um assassino".
Durante seu julgamento, Tehlirian afirmou que, enquanto estava na Alemanha, viu sua mãe em seus sonhos, e que ela o desprezava por ver Mehemed Talat e ainda não ter se vingado. Durante o julgamento o sonho de Tehlirian foi descrito da seguinte forma:
Ele permaneceu calmo, e pensamentos de vingança não lhe ocorreram. Ele continuou até cinco a seis semanas depois, quando viu um sonho, quase como se fosse uma visão. O cadáver de sua mãe surgiu diante dele. Ele disse a ela: "Eu vi Talat". Sua mãe respondeu: "Você viu Talat e não vingou os assassinatos de sua mãe, pai, irmãos e irmãs? Você não é mais meu filho". Este é o momento em que o réu pensou: "Eu tenho que fazer alguma coisa. Quero ser filho de minha mãe novamente. Ela não pode me afastar quando eu estiver com ela no céu. Quero que ela me aperte contra o peito como antes." Como os médicos explicaram, o sonho terminou quando ele acordou.
O júri levou um pouco mais de uma hora para declarar o réu como inocente.

## Vida Posterior

Soghomon Tehlirian monument on his grave in Cemitério de Ararat em Fresno, California (1969). The monument and the cemetery's website incorrectly list his date of birth as April 15, 1896.

Após o julgamento, Tehlirian se mudou para Cleveland, nos Estados Unidos. Depois se mudou para Marselha e então para a Iugoslávia. Ele se casou com Anahit Tatikian, que também era de Erzinjane. Ela tinha 15 anos quando se conheceram em 1917.
Durante seus dias na Sérvia, Tehlirian era membro do clube de tiro e era considerado um atirador habilidoso. O casal se mudou para Belgrado e morou lá até 1950, quando se mudaram primeiro para Casablanca, depois para Paris e, finalmente, para São Francisco. Lá, ele trabalhou como funcionário do correio e viveu sob o nome de Saro Melikian.
Tehlirian morreu em 1960 por conta de uma hemorragia cerebral, e está enterrado no cemitério de Ararat, em Fresno, Califórnia. O monumento-túmulo de Tehlirian é um obelisco com uma águia banhada a ouro matando uma cobra no topo. É relatado que o artista original do monumento é citado como tendo dito que a águia era "... o braço da justiça do povo armênio estendendo sua ira a Talat Paxá", simbolizada pela cobra.  O monumento em si, está centrado no meio do cemitério com uma passarela de tijolos vermelhos, cercada por ciprestes.

## Legado

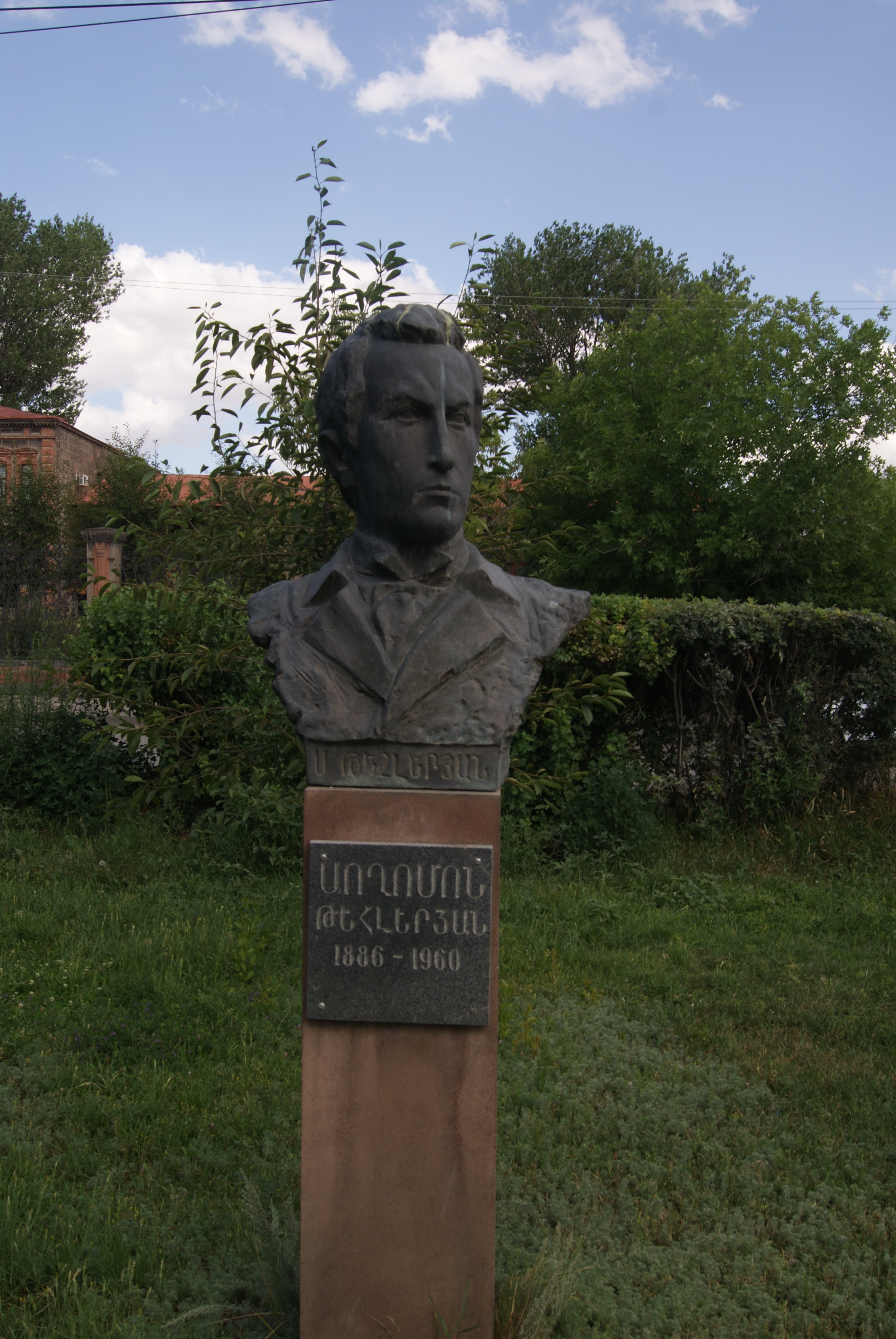
Busto Tehlirian em Gyumri, Armênia. A placa anexada ao pilar lista incorretamente seu ano de nascimento como 1886 em vez de 1896

Seu julgamento por assassinato influenciou o advogado polonês Raphael Lemkin, que mais tarde refletiu sobre o julgamento: "Por que um homem é punido quando mata outro homem? Por que a morte de um milhão é um crime menor do que a morte de um único indivíduo?"
A teórica política Hannah Arendt, em seu livro Eichmann em Jerusalém, em 1963, compara Tehlirian a Sholom Schwartzbard, que assassinou o estadista ucraniano Symon Petliura em Paris em 1925 pelo que Schwartzbard acreditava ser a culpabilidade de Petliura nos pogroms antijudaicos da Ucrânia. Arendt sugere que cada homem "insistiu em ser julgado", a fim de "mostrar ao mundo através de um processo judicial que crimes contra seu povo haviam sido cometidos e ficaram impunes".
[Aquele] no centro da peça, em quem todos os olhos estão fixos, agora é o verdadeiro herói, enquanto ao mesmo tempo o caráter de julgamento do processo é salvaguardado, porque não é "um espetáculo com resultados combinados". Mas contém esse elemento de "risco irredutível" que ... é um fator indispensável em todos os julgamentos criminais. Além disso, o J'accuse, tão indispensável do ponto de vista da vítima, parece, é claro, muito mais convincente na boca de um homem que foi forçado a tomar a lei em suas próprias mãos do que na voz de um agente designado pelo governo que não arrisca nada. E, no entanto... é mais do que duvidoso que essa solução tenha sido justificável no caso de Eichmann, e é óbvio que seria totalmente injustificável se executada por agentes do governo. O ponto a favor de Schwartzbard e Tehlirian era que cada um era membro de um grupo étnico que não possuía seu próprio estado e sistema legal, que não havia tribunal no mundo para o qual ambos os grupos pudessem trazer suas vítimas.
Várias estátuas de Tehlirian foram erguidas na Armênia. A primeira foi inaugurada em 1990 na vila de Mastara.
Em 2014, a história de Tehlirian foi contada em uma graphic novel, Missão Especial: Nemesis.
Em 2017, uma praça em Marselha, na França, recebeu o nome dele.

## Na cultura popular
Na música
A música G լից, Gini lits ("Despeje o vinho") é uma canção revolucionária bem conhecida, que comemora e glorifica o assassinato de Talaat por Tehlirian.  Foi gravado em uma variedade de versões e é conhecido de cor por muitos armênios. A versão de Sahak Sahakyan também tem um videoclipe.  A primeira estrofe da música é:
O horror dos armênios abalou o mundo,
O trono turco caiu no chão,
Deixe-me contar sobre a morte de Talat.
Despeje o vinho, querido amigo, despeje o vinho,
Beba bem; beba com prazer.
Adaptação cinematográfica
- O filme americano de 1982, Assignment Berlin, dirigido por Hrayr Toukhanian,[carece de fontes?] narra o assassinato de Talaat Pasha em Berlim.
- O filme francês Mayrig (1991) de Henri Verneuil retrata o assassinato de Talaat e o julgamento de Tehlirian.
- O julgamento de Tehlirian foi adaptado no filme turco ("Sangue no Muro").